# Guiana-Spitzmausbeutelratte
Die Guiana-Spitzmausbeutelratte (Monodelphis brevicaudata), auch Kurzschwanz-Spitzmausbeutelratte genannt, lebt in Venezuela südlich des Orinoko, im Norden von Guyana und im nördlichen Brasilien nördlich des Rio Negro und westlich seines Nebenflusses Rio Branco.

## Beschreibung
Männchen erreichen eine Kopfrumpflänge von 14,3 bis 17 cm, haben einen 6,4 bis 9,7 cm langen Schwanz und erreichen ein Gewicht von 70 bis 127 g. Weibchen bleiben kleiner und erreichen eine Kopfrumpflänge von 12,8 bis 16,1 cm, haben einen 7,1 bis 8,7 cm langen Schwanz und erreichen ein Gewicht von 50 bis 81 g. Der Schwanz hat damit eine Länge von etwa 50 % der Kopfrumpflänge. Er ist auf der Unterseite weitgehend haarlos und auf der Oberseite ist nur das körpernahe Viertel behaart. Auf dem Rücken sind die Tiere bräunlich oder braungrau gefärbt, einige Individuen sind auch rotbraun gefärbt, wie die Körperseiten. Die Kopfseiten sind rötlich und ist ein schmaler hellgrauer, gelblicher oder orangefarbener Mittelstreifen auf Kopf und Schnauze zu sehen. Augenringe sind nicht vorhanden. Das Bauchfell an ist cremefarben grau und kontrastiert deutlich mit den rötlichen Körperseiten. Kinn und Kehle sind rötlich. Das Fell ist auf der Rückenseite etwa 8 mm lang, am Bauch 4 mm. Die Füße sind hell- oder dunkelbraun oder grau. Die Ohren sind klein, weitgehend haarlos und hell- oder dunkelbraun oder grau. Weibchen haben keinen Beutel. Die Anzahl der Zitzen liegt bei neun, eine mittige und vier an jeder Seite. Die Form und Größe des Schädels sind bei Männchen und Weibchen ungleich. Der Karyotyp der Guiana-Spitzmausbeutelratte ist unbekannt.
Der Schwanz ist nur unmittelbar an der Basis behaart und oben schwarz und unten hell. Die Ohren sind unbehaart und braun.

## Lebensraum und Lebensweise
Die Guiana-Spitzmausbeutelratte lebt vor allem in Tieflandregenwäldern in Höhen von 95 bis 400 Metern, gelegentliche Funde gibt es jedoch auch in höheren Regionen von 620 bis 1050 Metern. Über die Aktivitätsmuster, die Ernährung, die Fortpflanzung und das sonstige Verhalten der Tiere ist bisher nichts bekannt.

## Systematik
Als Autor der Erstbeschreibung der Guiana-Spitzmausbeutelratte gilt der deutsche Gelehrte Johann Christian Polycarp Erxleben, der sie 1777 unter der Bezeichnung Didelphis americana beschrieb. Die Touan-Spitzmausbeutelratte (M. touan), die in Französisch-Guyana und im nordöstlichen Brasilien im Bundesstaat Amapá lebt, galt ursprünglich als Unterart der Guiana-Spitzmausbeutelratte, hat seit einer im Jahr 2012 veröffentlichten Revision des Monodelphis-brevicaudata-Artkomplexes aber den Status einer eigenständigen Art. Zu welcher Art die Spitzmausbeutelratten in Suriname gehören ist noch nicht geklärt.

## Status
Die Dreistreifen-Spitzmausbeutelratte wird von der IUCN als ungefährdet angesehen. Sie hat ein großes Verbreitungsgebiet, kommt auch in einigen Schutzgebieten vor und scheint nicht zu weit gehende Veränderungen ihres Lebensraumes durch den Menschen in der Regel zu tolerieren.

## Belege
1. 1 2 3 4 5  Diego Astúa: Family Didelphidae (Opossums). in Don E. Wilson, Russell A. Mittermeier: Handbook of the Mammals of the World – Volume 5. Monotremes and Marsupials. Lynx Editions, 2015, ISBN 978-84-96553-99-6. Seite 149.
2. ↑  Johann Christian Polycarp Erxleben: Systema regni animalis per classes, ordines, genera, species, varietates : cvm synonymia et historia animalivm : Classis I. Mammalia.
3. ↑  Silvia Eliza Pavan, Rogerio Vieira Rossi, Horacio Schneider: Species diversity in the Monodelphis brevicaudata complex (Didelphimorphia: Didelphidae) inferred from molecular and morphological data, with the description of a new species. Zoological Journal of the Linnean Society, Volume 165, Issue 1, Mai 2012, Pages 190–223, doi: 10.1111/j.1096-3642.2011.00791.x
4. ↑  Monodelphis brevicaudata in der Roten Liste gefährdeter Arten der IUCN 2018. Eingestellt von: Catzeflis, F., Costa, P., Lew D. & Soriano, P., 2015. Abgerufen am 3. Juli 2019.